# Viatkogorgon ivachnenkoi
Viatkogorgon ivachnenko és una espècie extinta de sinàpsid del clade dels gorgonops que visqué en allò que avui en dia és l'Europa oriental durant el Permià mitjà, fa entre 259,5 i 264,3 milions d'anys. Se n'han trobat restes fòssils a la localitat russa de Kotélnitx, prop del riu Viatka. Es tracta de l'única espècie del gènere Viatkogorgon. El nom genèric Viatkogorgon significa ‘gòrgona del Viatka’, mentre que el nom específic ivachnenkoi fou elegit en honor del paleontòleg rus Mikhaïl Ivakhnenko. L'esquelet de l'holotip és un dels espècimens de gorgonop més complets que es coneixen i inclou elements que no se solen conservar, com ara gastralia (costelles abdominals) i un anell escleròtic. Un altre espècimen més gros, però mal conservat, també ha estat assignat a aquesta espècie.
Juntament amb Nochnitsa geminidens, és un dels gorgonops més basals que hom ha descobert.